# Finn Nielsen
Finn Carsten Nielsen (4. prosince 1913, Frederiksberg – 1995) byl dánský právník, státní úředník a guvernér Grónska.

## Životopis
Finn Nielsen se narodil 4. prosince 1913 ve Frederiksbergu jako syn velkoobchodníka Carstena Nielsena (†1947) a jeho ženy Ingeborg Storr.
V roce 1938 Nielsen úspěšně dokončil studium práv. Od té doby až do roku 1942 pracoval jako advokátní koncipient, poté byl povýšen na právníka. V roce 1938 se stal také tajemníkem ministerstva sociálních věcí a zůstal jím až do roku 1946, kdy byl povýšen na pověřence. V letech 1945–1949 byl tajemníkem Výboru pro spolupráci v mezinárodní humanitární pomoci. V roce 1947 pracoval v úřadu pro tuberkulózu Dánského červeného kříže a do roku 1949 v kampani OSN proti tuberkulóze. V letech 1949–1950 byl výkonným tajemníkem Grónské komise. Od roku 1950 byl vedoucím oddělení na ministerstvu Grónska a po jeho nahrazení v roce 1955 přešel na nově vytvořené ministerstvo pro Grónsko. V letech 1953–1960 byl tajemníkem Nadace krále Frederika IX. a královny Ingrid pro boj s tuberkulózou. V letech 1953–1956 byl jako spoluredaktor odpovědný za časopis Tidsskriftet Grønland.
V letech 1957 až 1965 byl zástupcem ve vedení Öresundské kryolitové společnosti. V roce 1957 byl členem rady Arktického institutu. V letech 1961 až 1962 byl úřadujícím guvernérem Grónska. Jeho předchůdcem byl Poul Hugo Lundsteen a jeho nástupcem Niels Otto Christensen. V letech 1962 až 1963 byl také členem správy Grønlandsfly. V roce 1963 se stal vedoucím oddělení na ministerstvu sociálních věcí. V letech 1963–1968 byl předsedou správní rady dánské organizace na pomoc matkám, což znamenalo i členství v redakční radě časopisu Social Review. Od roku 1963 byl místopředsedou výzkumné rady Sociálního výzkumného ústavu a od roku 1972 jejím prvním předsedou.
V letech 1964 až 1972 byl místopředsedou Komise pro sociální reformu. V roce 1963 byl členem Severského výboru pro sociální politiku a Sociálního výboru Rady Evropy. V roce 1964 přešel do Sociálního výboru OSN, kde se v roce 1966 stal místopředsedou. V letech 1966 až 1969 byl předsedou výboru Státní stavební správy a v roce 1968 Koordinačního výboru pro rehabilitaci.